# Gianfrancesco Gambara
Gianfrancesco Gambara (né le 16 février 1533 à Brescia, dans le duché de Milan et mort le 5 mai 1587 à Rome) est un cardinal italien du XVIe siècle. Il est le neveu du cardinal Uberto Gambara (1539). Comme sa mère se marie avec Giberto II Borromeo dans un troisième mariage, il devient le demi-frère du cardinal Carlo Borromeo (1560).

## Biographie
Gianfrancesco Gambara étudie à l'université de Padoue et à l'université de Pérouse. Il succède son oncle comme prévôt commendataire de la maison des Umiliati de S. Maria à Brescia, dans les abbayes de S. Lorenzo à Crémone et de S. Tommaso d'Acquanegra et comme prévôt de Verolanuova. Il suit son oncle à la cour de Charles Quint et va par la suite à Rome à la cour de Jules III. Gambara est clerc et président de la Chambre apostolique et clerc de Camerino.
Gambara est créé cardinal par le pape Pie IV lors du consistoire du 26 février 1561. Il participe au concile de Trente en 1562-1563 et est légat apostolique à Camerino en 1565-1566. En 1566 il est nommé évêque de Viterbe et est consacré le 13 octobre de la même année par le pape Pie V avec comme co-consécrateurs Giacomo Savelli et Niccolò Caetani. Il est nommé en 1567 inquisiteur général. Il est camerlingue du Sacré Collège en 1574 et 1575.
Le cardinal Gambara participe aux conclaves de 1565-1566 (élection de Pie V), de 1572 (élection de Grégoire XII) et de 1585 (élection de Sixte V).

## Succession apostolique
Gianfrancesco Gambara a ordonné les évêques suivants :
- Évêque Annibale Rucellai (1569)